# Тимірязєво (Успенський район)
Тиміря́зєво (каз. Тимирязево) — село у складі Успенського району Павлодарської області Казахстану. Входить до складу Ольгинського сільського округу.
Населення — 271 особа (2021; 364 у 2009, 715 у 1999, 1383 у 1989).
Національний склад станом на 1989 рік:
- казахи — 32 %
- росіяни — 25 %